# Lanrodec
Lanrodec település Franciaországban, Côtes-d’Armor megyében. Lakosainak száma 1380 fő (2022. január 1.). Lanrodec Boqueho, Ploumagoar, Saint-Fiacre, Saint-Jean-Kerdaniel, Saint-Péver és Châtelaudren-Plouagat községekkel határos.

## Népesség
A település népességének változása:
| Lakosok száma | 844  | 785  | 801  | 986  | 1252 | 1286 | 1327 | 1351 | 1364 | 1380 |
|               | 1968 | 1982 | 1990 | 2006 | 2013 | 2015 | 2017 | 2019 | 2020 | 2022 |